# Luigi Traglia
Luigi Traglia (Albano Laziale, 3 de abril  de 1895 — 22 de novembro de 1977) foi um cardeal da Igreja Católica.

## Educação e presbiterato
Filho de Antonio Traglia e Giuditta Crollari, Luigi Traglia completou seus estudos no Instituto Massimo. Em 5 de novembro de 1910, ingressou no Almo Collegio Capranica, em Roma. Entre 1913 e 1916, recebeu as ordens menores. Em 7 de abril de 1917, recebeu o diaconato. Estudou no Pontifício Ateneu Lateranense, em Roma; e na Pontifícia Universidade Gregoriana, em Roma.
Foi ordenado presbítero a 10 de agosto de 1917, em Roma, pelas mãos do Cardeal Basilio Pompilj, vigário de Roma. Estudos posteriores, 1917-1919. Membro do corpo docente do Pontifício Ateneu Urbaniano "De Propaganda Fide", 1919-1936. Membro da Comissão de Assuntos dos Seminários e Universidades e membro da Comissão de Assuntos da Propagação da Fé, 1927-1930. Assessor e subpromotor geral da fé na Comissão de Assuntos da Propagação da Fé, 18 de agosto de 1930. Prelado doméstico de Sua Santidade, 22 de fevereiro de 1932. Auditor da Sagrada Rota Romana, 17 de setembro de 1936.

## Episcopado
Em 21 de dezembro de 1936 foi nomeado arcebispo-titular de Cesareia na Palestina  e vice-gerente de Roma, pelo Papa Pio XI. Foi sagrado bispo na Basílica de São João de Latrão, pelas mãos do Cardeal Francesco Marchetti Selvaggiani, vigário de Roma, a 6 de janeiro de 1937, sendo co-consagrantes o bispo Angelo Calabretta e o arcebispo Domenico Spolverini. Seu lema episcopal era Primum Regnum Dei.
Nomeado Assistente no Trono Pontifício, 19 de janeiro de 1951. Presidente da Comissão Especial para o Ano Santo Mariano, 7 de outubro de 1953. Presidente da Comissão do Primeiro Sínodo Romano, 1959.
Foi condecorado Grande Oficial da Ordem do Mérito da República Italiana, em 1 de dezembro de 1954.

## Cardinalato
Foi criado cardeal-presbítero por São João XXIII, no consistório de 28 de março de 1960, com o título de Santo André do Vale, recebido em 31 de março. Pró-vigário-geral de Roma e seu distrito, 28 de março de 1960. Participou do Concílio Vaticano II, 1962-1965. Foi nomeado Cavaleiro da Grã-Cruz da Ordem do Mérito da República Italiana, em 7 de maio de 1963.
Participou do conclave de 1963, que elegeu o Papa Paulo VI. Vigário-geral de Roma e seu distrito, 30 de março de 1965. Participou da Primeira Assembleia Ordinária do Sínodo dos Bispos, 1967. Renunciou ao vicariato, 9 de janeiro de 1968.
A 13 de janeiro de 1968, foi nomeado Chanceler da Santa Igreja Romana; renunciou ao cargo em 7 de fevereiro de 1973; o ofício foi abolido em 27 de fevereiro seguinte. A 28 de abril de 1969 foi nomeado cardeal-presbítero de São Lourenço em Dâmaso, título atribuído à chancelaria. Participou da Primeira Assembleia Extraordinária do Sínodo dos Bispos, em 1969, e da Segunda Assembleia Ordinária do Sínodo dos Bispos, 1971. A 15 de março de 1962, foi promovido a Cardeal-bispo de Albano. Eleito vice-decano do Sagrado Colégio dos Cardeais e confirmado pelo papa em 24 de março de 1972.  A 7 de janeiro de 1974 é nomeado Cardeal-Bispo de Óstia, sendo confirmado Decano do Sacro Colégio, mas manteve o título da sé suburbicária de Albano. Legado papal para a abertura da Porta Santa na basílica de San Paolo fuori le mura em 24 de dezembro de 1974.
Faleceu a 22 de novembro de 1977, com a idade de 82 anos, na clínica romana Quisisana, após uma longa doença. No rito fúnebre, celebrado na basílica patriarcal do Vaticano no dia 25 de novembro seguinte, o Papa Paulo VI presidiu a liturgia oficiada pelo Cardeal Ugo Poletti, vigário de Roma. Ele foi sepultado no cemitério Campo di Verano. Em 24 de novembro de 1981, seus restos mortais foram definitivamente sepultados na basílica de San Lorenzo in Damaso.

## Ordenações presbiterais
O cardeal Traglia ordenou presbíteros:
- Dom Agnelo Cardeal Rossi
- Dom John Joseph Graham
- Dom Julius August Cardeal Döpfner
- Dom Antonio López Aviña
- Dom Francis Robert Rush
- Dom Gulford Clyde Youmg
- Dom Giovanni Cardeal Canestri
- Dom Salvatore Cardeal Pappalardo
- Dom Ernesto Cardeal Corripio y Ahumada
- Dom Mario Cardeal Revollo Bravo
- Dom Luis Mena Arroyo
- Dom Nicolas Huynh van Nghi
- Dom Carlos Quintero Arce
- Dom Bartolomé Carrasco Briseño
- Dom Marco Cardeal Cé
- Dom Marcelo Costalunga
- Dom Serafim Cardeal Fernandes de Araújo
- Dom Jaroslav Skarvada
- Dom Jozef Cardeal Tomko
- Dom Eduardo Cardeal Martinez Somalo
- Dom Edmund Joseph Fitzgibbon, S.P.S.
- Dom Robert Joseph Banks
- Dom Giulio Einaudi
- Dom Daniel Anthony Cronin
- Dom Alexandre Cardeal do Nascimento
- Dom Giuseppe Ferraioli
- Dom Pablo Puente Buces
- Dom Oriano Quilici
- Dom Camilo Cardeal Ruini
- Dom Willien Henry Cardeal Keeler
- Dom John Steven Satterthwaite
- Dom Mario Joseph Conti
- Dom Patrick Coveney
- Dom Willian Wash
- Dom Fabian Wendelin Bruskewitz
- Dom Audrys Juozas Cardeal Backis
- Dom Fortunato Cardeal Baldelli
- Dom Salvatore Boccaccio
- Dom Seán B. Brady

## Ordenações episcopais
O cardeal Traglia foi o principal sagrante dos seguintes bispos:
- Dom Giovanni Cardeal Canestri
- Dom Filippo Pocci
- Dom Luigi Rovigatti
- Dom Plínio Pacoli
- Dom Giuseppe Lavani
- Dom José Freire de Oliveira Neto

Foi co-celebrante da sagração episcopal de:
- Dom Willian Cardeal Godfrey
- Dom Alfonso Carinci
- Dom Gabriel Paulio Bueno Couto O. Carm.
- Dom Alberto Gori O.F.M.
- Dom Ettore Cunial
- Dom Fiorenzo Cardeal Angelini
- Dom Frederick Willian Freking